# Varamdeh
Varamdeh (persiska: وَرام دِه, وارَم دِه, Varām Deh, ورمده, Varāndeh, وَراندِه) är en ort i Iran.   Den ligger i provinsen Mazandaran, i den norra delen av landet, 110 km nordost om huvudstaden Teheran. Varamdeh ligger 92 meter över havet och antalet invånare är 418.
Terrängen runt Varamdeh är platt åt nordost, men åt sydväst är den kuperad. Runt Varamdeh är det ganska tätbefolkat, med 149 invånare per kvadratkilometer. Närmaste större samhälle är Āmol, 7,7 km öster om Varamdeh. I omgivningarna runt Varamdeh växer i huvudsak blandskog.